# Palaichori
Palaichori (en griego: Παλαιχώρι, también escrito como Palechori, en turco: Palaşori) es un pueblo situado en el Distrito de Nicosia en Chipre. Oficialmente, el pueblo está dividido en dos municipios: Palaichori Oreinis y Palaichori Morphou. La iglesia principal se llama Panagia Chrysopantanassa. Construido en forma de anfiteatro entre altas colinas a una altitud de 900 metros.
Recoge una precipitación media anual de alrededor 800 milímetros y en sus proximidades se practica el cultivo de viñedos, verduras, castaños, nogales, olivos, árboles frutales, almendros y diversas variedades locales de vino. El río Serrachi parte el pueblo en dos, río que nace en lo alto de la montaña "Papoutsa."
Durante los meses de verano se transforma en un río verde por los innumerables plataneros y nogales que crecen en el lecho del río. Hay alrededor de 1.100 habitantes y es uno de los pueblos más montañosos de Chipre y el más grande de la zona. Mantiene su carácter cultural y ofrece una belleza única de ambiente natural con una gran cantidad de espacio histórico y cultural.

## Monumentos

### La Iglesia de la Virgen María - Chrysopantanassa
La iglesia se encuentra en el centro de la villa y data de principios del siglo XVI. El visitante puede ver pinturas murales únicas de la segunda mitad del siglo XVI. El edificio de la iglesia ha sido restaurado volviendo a su aspecto original junto con el mantenimiento de las pinturas murales. La iglesia está dedicada a la Ascensión de Nuestra Señora que es honrada el 21 de noviembre día en el que hay una fiesta que se celebra fuera.

### Iglesia de San Lucas
La Iglesia de San Lucas fue construida en el lugar donde había una antigua iglesia con techo de madera a principios de 1918. De acuerdo con el testimonio oral del habitante más anciano, la antigua iglesia fue demolida en 1924. Se conservó el campanario de la antigua iglesia para ser reincorporado en la nueva.